# Jack Parker Hailman

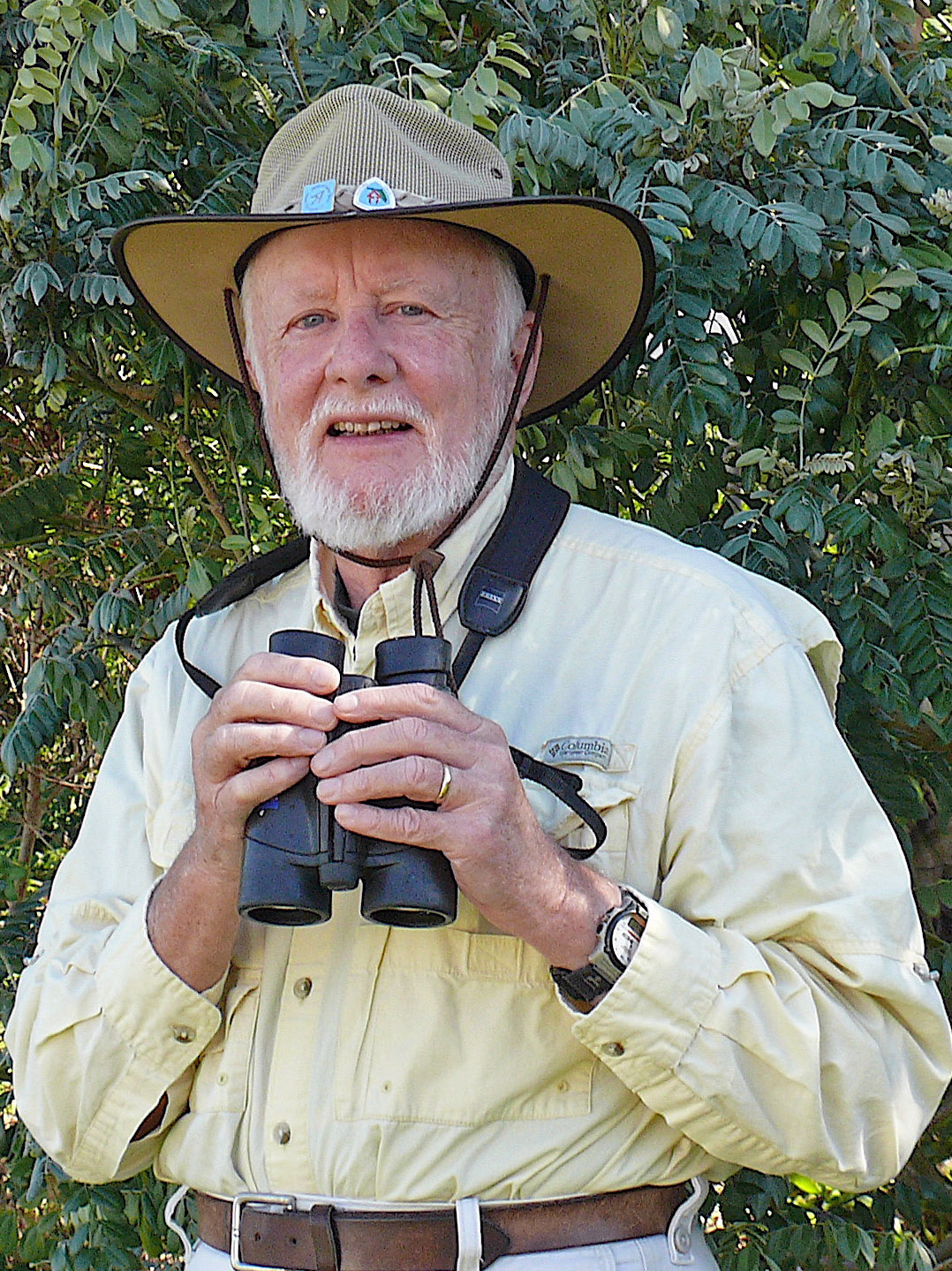
Jack P. Hailman, 2009

Jack Parker Hailman (* 6. Mai 1936 in St. Louis, Missouri; † 20. Januar 2016 in Jupiter Inlet Colony, Florida), auch Jack P. Hailman, war ein Professor für Zoologie an der University of Wisconsin-Madison, Ethologe und bekannter Experimentator.

## Leben
Hailman wuchs in Bethesda, Maryland, auf, wo er den Eagle-Scout-Rang erlangte und zum Präsidenten der Abschlussklasse seiner High School gewählt wurde. 1958 schloss er sein Studium am Harvard College ab, wo Edward O. Wilson sein Studienberater war. 1956–1957 war er Präsident des Harvard Ornithological Club. Nach seinem Abschluss diente er drei Jahre lang in der US-Marine und promovierte anschließend in Zoologie an der Duke University bei Peter H. Klopfer. Hailman hatte Postdoktorandenstellen an der Universität Tübingen in Deutschland und am Institute of Animal Behavior in Newark, New Jersey, inne. Er begann seine Lehrkarriere an der University of Maryland (1966–1969) und wechselte dann an die University of Wisconsin–Madison, wo er außerordentlicher Professor, Professor und Vorsitzender der Abteilung für Zoologie war (1989–1991). Er unterrichtete Einführungskurse in die Biologie, verschiedene Bachelor- und Masterkurse, einen Feldkurs in Ethologie und Seminare über Tierverhalten und verwandte Themen.